# Deep Purple in Rock
Deep Purple in Rock (poznat i kao In Rock), četvrti je studijski album britanskog hard rock sastava Deep Purple, kojeg u Americi 1970. godine objavljuje diskografska kuća 'Warner Bros.', a u Velikoj Britaniji  'Harvest Records'. Ovo je prvi studijski materijal snimljen od postave MK II (koja je djelovala u razdoblju od 1969. – 1973. godine). Album je također bio njihov veliki proboj na Europsko tržište, kada se na britanskoj Top ljestvici našao na #4 i ostao u samome vrhu nekoliko mjeseci.
Iako se ovo službeno vodi kao prvi studijski album u postavi MK II, oni su već prije surađivali na raznim koncertima.

## Promjene u glazbenom stilu
Deep Purple je ranije radio u rasponu od psihodeličnog do hard rocka, vođen orkestralnim skladbama i coverima od Beatlesa do Neila Diamonda, ali sve te snimljene skladbe označavaju svu petoricu članova sastava. "Speed King" i "Flight of the Rat" su hard rock skladbe i deset minutna epika "Child in Time", koja je najpoznatija skladba s ovog albuma i postala je standardna izvedba na njihovim koncertima sve do danas.
Premda su skladbe "Into the Fire" i "Speed King" također sastavni dio albuma, jedino se "Child in Time" dvije godine kasnije našla na uživo albumu Made in Japan (iako je "Speed King" bila njihova uobičajena skladba koja je pozivala na bis, a kasnije je predstavljena na proširenom CD izdanju, kao i "Black Night" koja je uključena u reuzdanju ovog albuma).
Na naslovnici albuma nalazi se slika koja prikazuje lica članova sastava isklesana u kamenoj stijeni, što je bilo inspirirano planinom Mount Rushmore.
2000. godine, časopis 'Q', stavlja album na #78 popisa '100 najboljih britanskih albuma ikad'.
Jon Lord koristi 'Leslie' zvučnike, i 'Marshall' pojačalo sa svojim 'Hammond' orguljama, pa se zvuk glazbala mnogo razlikuje kroz skladbe (Primjer su: "Living Wreck" - 'Leslie' zvučnici, "Hard Lovin' Man" - 'Marshall' pojačalo). Ritchie Blackmore koristili 'Gibson' gitaru u skladbi "Child in Time", a ne njegov uobičajeni 'Fender Stratocaster'. Ovaj album i Machine Head su dva najdraža Blackmoreova albuma.
U nekim zemljama, uključujući i Meksiko, skladba "Black Night" također je objavljena kao singl. Na SAD izdanju, odrezan je uvod i skladbu "Speed King", koji traje oko jedne minute. Ostaje na albumu uređene po standardima 'Warner Brosa.' za američko tržište ali se ipak pojavljuje u originalnoj verziji u paketu povodom 25. obljetnice od osnivanja sastava. Skladba "Speed King" nije cover verzija, međutim većina teksta je preuzeta iz popularnih starih uspješnica, uključujući i "Good Golly Miss Molly", "Tutti Frutti" i "The Battle of New Orleans".

## Popis pjesama
Sve pjesme napisali su Ritchie Blackmore, Ian Gillan, Roger Glover, Jon Lord i Ian Paice.
1. "Speed King" – 5:49
2. "Bloodsucker" – 4:10
3. "Child in Time" – 10:14
4. "Flight of the Rat" – 7:51
5. "Into the Fire" – 3:28
6. "Living Wreck" – 4:27
7. "Hard Lovin' Man" – 7:11

##### 25th anniversary bonus tracks
1. "Black Night" (originalna singl verzija) – 3:27
2. "Studio Chat (1)"  – 0:28
3. "Speed King" (pianino verzija)  – 4:14
4. "Studio Chat (2)"  – 0:25
5. "Cry Free" (Roger Glover remiks)  – 3:20
6. "Studio Chat (3)"  – 0:05
7. "Jam Stew" (Neobjavljeni instrumental)  – 2:30
8. "Studio Chat (4)"  – 0:40
9. "Flight of the Rat" (Roger Glover remiks)  – 7:53
10. "Studio Chat (5)"  – 0:31
11. "Speed King" (Roger Glover remiks)  – 5:52
12. "Studio Chat (6)"  – 0:23
13. "Black Night" (Neobrađeni Roger Glover remiks)  – 4:47

## Top ljestvica
| Godina | Ljestvica                                         | Pozicija |
| ------ | ------------------------------------------------- | -------- |
| 1971.  | Australija - 'Kent Music Report' ljestvica albuma | #1       |

## Izvođači
- Ritchie Blackmore - gitara
- Ian Gillan - vokal
- Roger Glover - bas-gitara
- Jon Lord - klavijature
- Ian Paice - bubnjevi

### Projekcija
- Andy Knight - IBC Studios (skladbe 1, 3, 5 i 6)
- Martin Birch - De Lane Lea (skladbe 4 i 7)
- Phil McDonald - Abbey Road Studios (skladba 2)

- Peter Mew - Remastering originalnog albuma
- Roger Glover - miks ekstra skladbi
- Tom Bender i Jason Butera - Dodatni studijski rad

## Vanjske poveznice
- Discogs.com - Deep Purple  - In Rock